# Weissia forsteri
Weissia forsteri là một loài rêu trong họ Pottiaceae. Loài này được (Dicks. ex With.) Brid. mô tả khoa học đầu tiên năm 1806.